# Heliotropium nanum
Heliotropium nanum är en strävbladig växtart som beskrevs av Northrop. Heliotropium nanum ingår i Heliotropsläktet som ingår i familjen strävbladiga växter. Inga underarter finns listade i Catalogue of Life.